# Togolandia Occidental
Togolandia Occidental (en francés: Togoland de l'Ouest, en inglés: Western Togoland) es una zona de jure de la República de Ghana. El área de Togolandia Occidental se divide en cinco regiones: Volta, Oti, Región Norte, Región Norte Oriental y Región Alta Oriental. En septiembre de 2020, los separatistas del Togolandia Occidental declararon su independencia de la República de Ghana.
Togolandia Occidental ha sido un estado miembro de la Organización de Naciones y Pueblos No Representados desde 2017.

## Historia
El Imperio Alemán estableció el protectorado de Togolandia en 1884. Bajo la administración alemana, el protectorado fue considerado como una colonia modelo o Musterkolonie y experimentó una edad de oro. Durante la Primera Guerra Mundial en 1914, Gran Bretaña y Francia invadieron el protectorado. Después de la derrota alemana y la firma del Tratado de Versalles, la parte occidental de Togolandia se convirtió en un mandato británico, Togolandia británica.
Después de la Segunda Guerra Mundial, Togolandia británica se convirtió en un Territorio en Fideicomiso de las Naciones Unidas que estaba bajo administración británica.

### Post independencia de Ghana
En 1957, los togoleses occidentales votaron en un plebiscito para formar parte de lo que ahora es Ghana.
El 9 de mayo de 2017, la Homeland Study Group Foundation intentó sin éxito declarar la independencia de Togolandia Occidental. El 7 de mayo de 2019, el ejecutivo nacional del grupo separatista Volta, Homeland Study Group Foundation', Emmanuel Agbavor, rechazó las afirmaciones de que el grupo tenía una milicia.

### Rebelión de Togolandia Occidental
El Frente de Restauración de Togolandia Occidental (FRTO), grupo separatista formado para lograr la independencia de Ghana, declaró el 1 de septiembre del 2020 la soberanía e independencia de la región. El 25 de septiembre de 2020, los secesionistas exigieron que las fuerzas de seguridad de Ghana abandonaran la región de Volta después de atacar varias comisarías de policía en el distrito de North Tongu de la región de Volta. En un comunicado de prensa declarando su secesión de Ghana, la Fundación del Grupo de Estudio de la Patria bajo el liderazgo de Charles Kormi Kudzordz declaró la soberanía sobre el área. El gobierno de Ghana no se tomó la declaración en serio, considerándola una «broma», aunque el destacado experto en seguridad Adib Sani instó al gobierno a tratar el tema como un riesgo para la seguridad nacional.
Ha habido heridos y muertes en los enfrentamientos posteriores a la declaración de independencia, aunque la República de Ghana afirma haber obtenido información sobre esos enfrentamientos antes de que ocurrieran.
Fuentes ghanesas afirman que el grupo secesionista que encabeza el movimiento independentista, el Grupo de Estudio de la Patria, está bajo control. Sin embargo, los secesionistas tomaron las armas y bloquearon carreteras. El presidente de la República de Ghana ha negado haber negociado con los secesionistas.